# Olympische Sommerspiele 1964/Fußball – Gruppe B
| Pl. | Land        | Sp.           | S             | U             | N             | Tore          | Diff.         | Punkte        |
| --- | ----------- | ------------- | ------------- | ------------- | ------------- | ------------- | ------------- | ------------- |
| 1.  | Ungarn      | 2             | 2             | 0             | 0             | 012:500       | +7            | 04:0          |
| 2.  | Jugoslawien | 2             | 1             | 0             | 1             | 008:700       | +1            | 02:20         |
| 3.  | Marokko     | 2             | 0             | 0             | 2             | 001:900       | −8            | 0:40          |
|     | Nordkorea   | zurückgezogen | zurückgezogen | zurückgezogen | zurückgezogen | zurückgezogen | zurückgezogen | zurückgezogen |

Spiele der Gruppe B des olympischen Fußballturniers 1964.

## Ungarn – Marokko 6:0 (2:0)
| Ungarn                                                  | Ungarn | Marokko | Marokko |
| ------------------------------------------------------- | --- | --- | ------- |
| Ungarn                                                  | \| 11. Oktober 1964 um 14:00 Uhr in Tokio (Olympiastadion) \| \| Schiedsrichter: Kim Duk-ryong ( Südkorea) \|                                                 | \| 11. Oktober 1964 um 14:00 Uhr in Tokio (Olympiastadion) \| \| Schiedsrichter: Kim Duk-ryong ( Südkorea) \|                                                                                                 | Marokko |
| Ungarn                                                  | József Gelei – Dezső Novák, Kálmán Ihász – Károly Palotai, Árpád Orbán, Gusztáv Szepesi – János Farkas, Zoltán Varga, Ferenc Bene, Imre Komora, Sándor Katona | Allal Ben Kassou – Abdelghani El Mansouri, Mustapha Fah Im – Abderrazak Nijam, Amar Bensiffedine, Abdelkader Mokhtatif – Abdelkader Mohammed, Mohammed Lamari, Abdelkader Morchid, Driss Bamous, Ali Bendayan | Marokko |
| Ungarn                                                  | 1:0 Bene (13.) 2:0 Bene (38., Strafstoß) 3:0 Bene (70.) 4:0 Bene (74.) 5:0 Bene (78.) 6:0 Bene (87.)                                                          | | Marokko |
| 11. Oktober 1964 um 14:00 Uhr in Tokio (Olympiastadion) | | |         |
| Schiedsrichter: Kim Duk-ryong ( Südkorea)               | | |         |

## Marokko – Jugoslawien 1:3 (1:2)
| Marokko                                                       | Marokko | Jugoslawien | Jugoslawien |
| ------------------------------------------------------------- | --- | --- | ----------- |
| Marokko                                                       | \| 13. Oktober 1964 um 14:00 Uhr in Yokohama (Mitsuzawa-Stadion) \| \| Schiedsrichter: Hussein Imam ( Vereinigte Arabische Republik) \|                                                                | \| 13. Oktober 1964 um 14:00 Uhr in Yokohama (Mitsuzawa-Stadion) \| \| Schiedsrichter: Hussein Imam ( Vereinigte Arabische Republik) \|                                    | Jugoslawien |
| Marokko                                                       | Allal Ben Kassou – Abdelghani El Mansouri, Mustapha Fah Im – Abderrazak Nijam, Amar Bensiffedine, Abdelkader Mokhtatif – Ali Bouachra, Mohammed Lamari, Abdelkader Morchid, Driss Bamous, Ali Bendayan | Ivan Ćurković – Mirsad Fazlagić, Svetozar Vujović – Rudolf Belin, Milan Čop, Zoran Miladinović – Spasoje Samardžić, Slaven Zambata, Ivica Osim, Lazar Lemić, Dragan Džajić | Jugoslawien |
| Marokko                                                       | 1:0 Bouachra (2.) | 1:1 Samardžić (8.) 1:2 Belin (12.) 1:3 Belin (59.) | Jugoslawien |
| 13. Oktober 1964 um 14:00 Uhr in Yokohama (Mitsuzawa-Stadion) | | |             |
| Schiedsrichter: Hussein Imam ( Vereinigte Arabische Republik) | | |             |

## Ungarn – Jugoslawien 6:5 (5:4)
| Ungarn                                                    | Ungarn | Jugoslawien | Jugoslawien |
| --------------------------------------------------------- | --- | --- | ----------- |
| Ungarn                                                    | \| 15. Oktober 1964 um 14:00 Uhr in Tokio (Komazawa-Stadion) \| \| Schiedsrichter: Genichi Fukushima ( Japan) \|                                                    | \| 15. Oktober 1964 um 14:00 Uhr in Tokio (Komazawa-Stadion) \| \| Schiedsrichter: Genichi Fukushima ( Japan) \|                                                             | Jugoslawien |
| Ungarn                                                    | Antal Szentmihályi – Dezső Novák, Kálmán Ihász – Károly Palotai, Árpád Orbán, Ferenc Nógrádi – János Farkas, Tibor Csernai, Ferenc Bene, Imre Komora, Sándor Katona | Ivan Ćurković – Mirsad Fazlagić, Svetozar Vujović – Rudolf Belin, Milan Čop, Zoran Miladinović – Spasoje Samardžić, Slaven Zambata, Ivica Osim, Lazar Radović, Dragan Džajić | Jugoslawien |
| Ungarn                                                    | 1:1 Csernai (5.) 2:1 Csernai (11.) 3:2 Farkas (18.) 4:2 Bene (25., Strafstoß) 5:4 Csernai (44.) 6:4 Csernai (63., Strafstoß)                                        | 0:1 Osim (1.) 2:2 Belin (12.) 4:3 Zambata (31.) 4:4 Belin (35.) 6:5 Osim (82.)                                                                                               | Jugoslawien |
| 15. Oktober 1964 um 14:00 Uhr in Tokio (Komazawa-Stadion) | | |             |
| Schiedsrichter: Genichi Fukushima ( Japan)                | | |             |